# Администрация города Екатеринбурга
Администра́ция го́рода Екатеринбу́рга — орган государственной власти, возглавляющий систему органов исполнительной власти города Екатеринбург и муниципального образования «город Екатеринбург», в которую входят отраслевые и функциональные органы исполнительной власти (департаменты, комитеты, главные управления, управления и инспекции), осуществляющие исполнительно-распорядительные функции в определённых отраслях и сферах управления городом, а также территориальные органы исполнительной власти для управления на местах — это районные администрации.
Возглавляется главой администрации, назначаемым Екатеринбургской городской Думой. Положение и статус администрации определяется главой IV Устава города Екатеринбурга.

## История
С момента основания города и вплоть до октябрьского переворота 1917 года, исполнительным органом городского самоуправления была Городская управа Екатеринбурга под руководством Городского головы.
С 1918 по 1992 год исполнительным органом власти являлся Свердловский городской исполнительный комитет, де-факто легитимизирующий управление городского комитета коммунистической партии и прямо исполнявший его решения.
23 мая 1991 года был создан пост мэра Екатеринбурга по решению горисполкома, который своим решением от 13 февраля 1992 года распустил Свердловский горисполком, а 25 мая того же года фактически создал Городскую администрацию, утвердив штатное расписание.

## Органы исполнительной власти городской администрации

### Глава города Екатеринбург
Высшим должностным лицом Городской администрации является Глава города Екатеринбург, избираемый на 5 лет внутренним голосованием Екатеринбургской городской думы. Осуществляет в первую очередь представительную функцию, осуществляя сношения и представительства города и её органов местного самоуправления на региональном, федеральном и международном уровне. Помимо этого, Глава занимается надзорной функцией за исполнением нормативно-правовых актов, законов и иных юридических документов Российской Федерации, имея права издавать распоряжения, а также ветировать решения городской думы.

### Департаменты городской администрации
- Департамент архитектуры, градостроительства и регулирования земельных отношений;
- Департамент по управлению муниципальным имуществом;
- Правовой департамент;
- Департамент экономики;
- Департамент финансов;
- Департамент образования;
- Департамент информатизации;
- Департамент кадровой политики;
- Департамент информационной политики;
- Департамент общественных связей;
- Департамент организационного и документационного обеспечения;
- Департамент социальной и молодежной политики;
- Департамент промышленной и инвестиционной политики;
- Департамент потребительского рынка и услуг.

### Управления городской администрации
- Управление делами;
- Управление жилищного и коммунального хозяйства;
- Управление культуры;
- Управление по физической культуре и спорту;
- Контрольно-ревизионное управление;
- Финансово-бухгалтерское управление.

### Комитеты при городской администрации
- Комитет административных органов;
- Комитет благоустройства;
- Комитет по жилищной политике;
- Земельный комитет;
- Комитет по организации бытового обслуживания населения;
- Комитет по строительству;
- Комитет по товарному рынку;
- Комитет по транспорту, организации дорожного движения и развитию улично-дорожной сети;
- Комитет по экологии и природопользованию.

### Внутренние отделы городской администрации
- Отдел мобилизационной и специальной работы;
- Отдел по делам архивов.

### Районные администрации города
- Администрация Академического района;
- Администрация Верх-Исетского района;
- Администрация Железнодорожного района;
- Администрация Кировского района;
- Администрация Ленинского района;
- Администрация Октябрьского района;
- Администрация Орджоникидзевского района;
- Администрация Чкаловского района.

### Связанные органы местного самоуправления
- Екатеринбургская городская Дума;
- Счетная палата Екатеринбурга;
- Территориальные общественное самоуправление (ТОС, 57 единиц на момент 2023 года)[3];
- Общественная палата Екатеринбурга.